# فوزي الخرافي
فوزي محمد عبد المحسن الخرافي (1945 - 12 ديسمبر 2021) هو ملياردير كويتي والرئيس التنفيذي السابق لمجموعة الخرافي، وهو أحد أبناء محمد الخرافي مؤسس مجموعة الخرافي، وشقيق رئيس مجلس الأمة السابق جاسم الخرافي، وخال رئيس مجلس الأمة السابق مرزوق الغانم. اعتبارًا من يناير 2016 وصلت ثروته إلى 1.25 مليار حسب مجلة فوربس.

## وفاته
توفي 8 جمادى الأولى 1443 هجريًّا الموافق 12 ديسمبر 2021 ميلاديًّا، وشُيّعَ جثمانه إلى مقبرة الصليبخات.